# 卫嫂
卫嫂，是中华人民共和国山西省运城市闻喜县的一个特产食品品牌、三晋老字号，企业为山西卫嫂食品有限责任公司。

## 特点
卫嫂是以闻喜花馍为主要产品。2008年，闻喜花馍以其独特制造工艺和夸张的造型入选国家级非物质文化遗产名录。2012年，在闻喜县政府的支持下，当地举办“中国闻喜花馍节”，卫嫂公司制造12米高、4000公斤的龙王面塑，成为“世界最高的面塑”。2019年5月，山西省商务厅公示了首批“三晋老字号”名单，其中包括卫嫂通过审核进行公示。